# Washington Open 1987
Il Washington Open 1987, noto come Sovran Bank Classic per motivi di sponsorizzazione, è stato un torneo di tennis giocato sul cemento. È stata la 19ª edizione del torneo e faceva parte del Nabisco Grand Prix 1987. Si è giocato al William H.G. FitzGerald Tennis Center di Washington negli Stati Uniti dal 27 luglio al 2 agosto 1987.

## Campioni

### Singolare maschile
Ivan Lendl ha battuto in finale  Brad Gilbert con il punteggio di 6–1, 6–0

### Doppio maschile
Gary Donnelly /  Peter Fleming hanno battuto in finale  Laurie Warder /  Blaine Willenborg con il punteggio di 6–2, 7–6